# 2019年石川県議会議員選挙
2019年石川県議会議員選挙（2019ねんいしかわけんぎかいぎいんせんきょ）は、2019年（平成31年）4月7日に投票が行われた石川県議会の議員を改選するための一般選挙である。

## 概要
県議会議員の4年の任期満了に伴う選挙であり第19回統一地方選挙の一環として行われた。なお、石川県議会議員選挙は1947年（昭和22年）4月に実施された第1回の選挙からいずれも統一地方選挙の日程で実施されている。
2019年3月29日に告示され、定数43に対し53人が立候補。無投票当選が決まった選挙区は7つだった。

## 選挙データ
- 告示日:2019年3月29日
- 投開票日:2019年4月7日
- 定員:43名
- 選挙区:14選挙区（うち7選挙区で無投票）
- 立候補者:53名（うち12名が無投票当選）

自由民主党:32名
公明党:2名
国民民主党:2名
日本共産党:1名
社会民主党:1名
無所属:15名

## 選挙結果
自民党は改選前32議席から4議席減らす28議席に留まったが単独過半数を維持した。国民民主党は近藤和也衆議院議員の兄である岡野定隆志が鹿島郡選挙区で自民党現職に勝利し、2議席に伸長した。公明党、共産党、社民党は勢力を維持した。

## 当選者
自民党 
 公明党 
 国民民主党 
 共産党 
 社民党 
 無所属 
| 金沢市             | 長田哲也   | 下沢佳充   | 中村勲     | 田中敬人 |
| 金沢市             | 不破大仁   | 増江啓     | 佐藤正幸   | 谷内律夫 |
| 金沢市             | 盛本芳久   | 打出喜代文 | 米澤賢司   | 紐野義昭 |
| 金沢市             | 石坂修一   | 安居知世   | 太郎田真理 | 川裕一郎 |
| 七尾市             | 清水真一路 | 和田内幸三 |            |          |
| 小松市             | 福村章     | 藤井義弘   | 一川政之   | 八田知子 |
| 輪島市             | 宮下正博   |            |            |          |
| 珠洲市・鳳珠郡     | 山口彦衛   | 平蔵豊志   |            |          |
| 加賀市             | 室谷弘幸   | 田中哲也   | 向出勉     |          |
| 羽咋市・羽咋郡南部 | 本吉淨与   | 稲村建男   |            |          |
| かほく市           | 沖津千万人 |            |            |          |
| 白山市             | 作野広昭   | 横山隆也   | 車幸弘     | 安実隆直 |
| 能美市・能美郡     | 善田善彦   | 橋本崇史   |            |          |
| 野々市市           | 徳野光春   | 吉田修     |            |          |
| 河北郡             | 焼田宏明   | 太田臣宣   |            |          |
| 羽咋郡北部         | 石田忠夫   |            |            |          |
| 鹿島郡             | 岡野定隆志 |            |            |          |